# Bonifacius Cornelis de Jonge (1834-1907)
Jhr. Bonifacius Cornelis de Jonge (Den Haag, 24 februari 1834 – aldaar, 11 februari 1907) was een Nederlands raadsheer in de Hoge Raad der Nederlanden en politicus.

## Leven en werk
De Jonge, telg uit de adellijke familie De Jonge, werd in 1834 in Den Haag geboren als een zoon van de algemene rijksarchivaris jhr. mr. Johannes Cornelis de Jonge (1793-1853) en Hendrietta Philippina Jacoba van Kretschmar (1791-1861). Hij studeerde rechten in Leiden en promoveerde daar in 1857. Vervolgens werd hij griffier bij het kantongerecht te Gouda, Officier van Justitie en in 1875 werd hij president van de Rechtbank Den Haag. Dat laatste ambt bekleedde hij tot 1883 toen hij werd benoemd tot raadsheer bij de Hoge Raad, hetgeen hij bleef tot 11 februari 1904 nadat hij om ontslag verzocht had.
De Jonge trouwde op 28 mei 1862 met Elisabeth Henrietta Maria Philipse (1839-1927), kleindochter van Anthoni Willem Philipse (1766-1845), president van de Hoge Raad. Uit dit huwelijk werden elf kinderen geboren. Zijn zoon jhr. mr. Bonifacius Cornelis de Jonge (1875-1958) was minister van Oorlog en gouverneur-generaal van Nederlands-Indië. Door huwelijken van dochters was hij de schoonvader van mr. Rudolf Patijn (1863-1956) en van mr. Jules Cornelis graaf van Randwijck (1874-1962), burgemeester van Amersfoort; een dochter van de laatste trouwde eveneens met een president van de Hoge Raad: mr. Marius Anne van Rijn van Alkemade (1902-1974).
De Jonge was van 1872 tot 1887 gemeenteraadslid van 's-Gravenhage en van 1883 tot 1892 ook lid van Provinciale Staten van Zuid-Holland.